# Rubinstrupe
Rubinstrupe (Heliodoxa rubricauda) är en fågel i familjen kolibrier.

## Utbredning och systematik
Fågeln förekommer enbart i sydöstra Brasilien, från sydligaste Bahia till norra Rio Grande do Sul. Tidigare placerades den som ensam art i släktet Clytolaema, men genetiska studier visar att den är en del av Heliodoxa.

## Status och hot
Arten har ett stort utbredningsområde, men tros minska i antal, dock inte tillräckligt kraftigt för att den ska betraktas som hotad. Internationella naturvårdsunionen IUCN listar arten som livskraftig (LC).

## Bilder

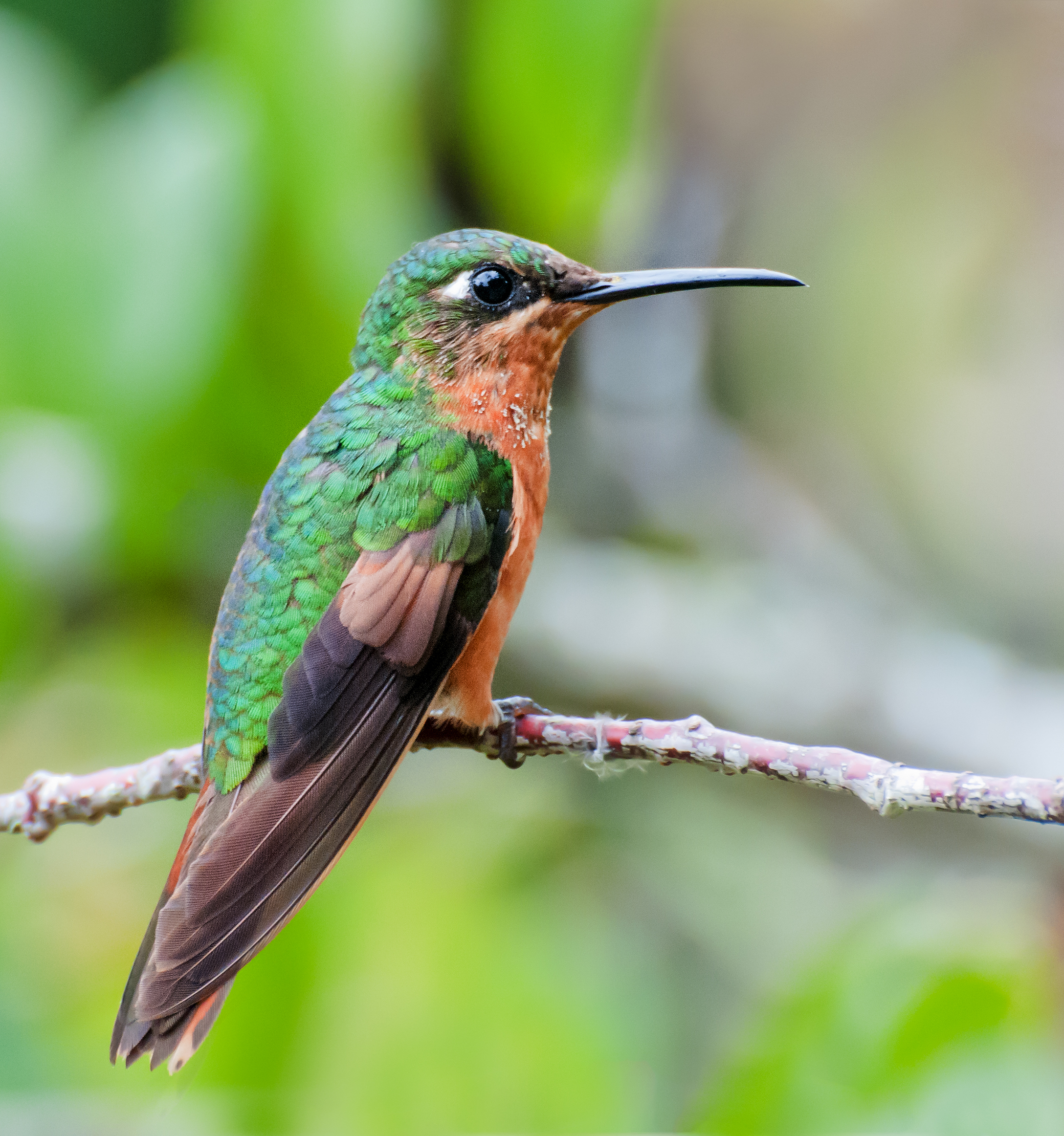
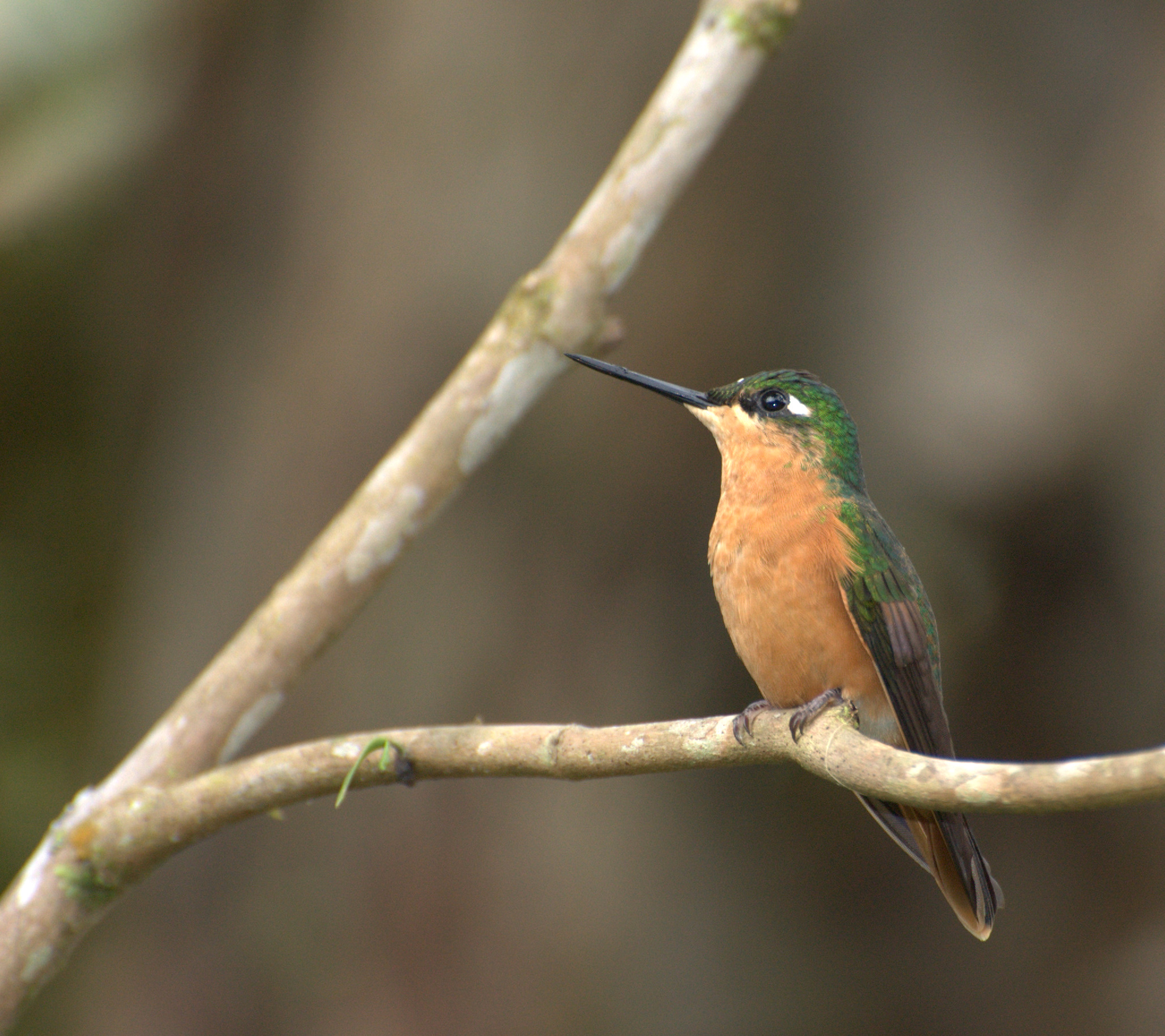
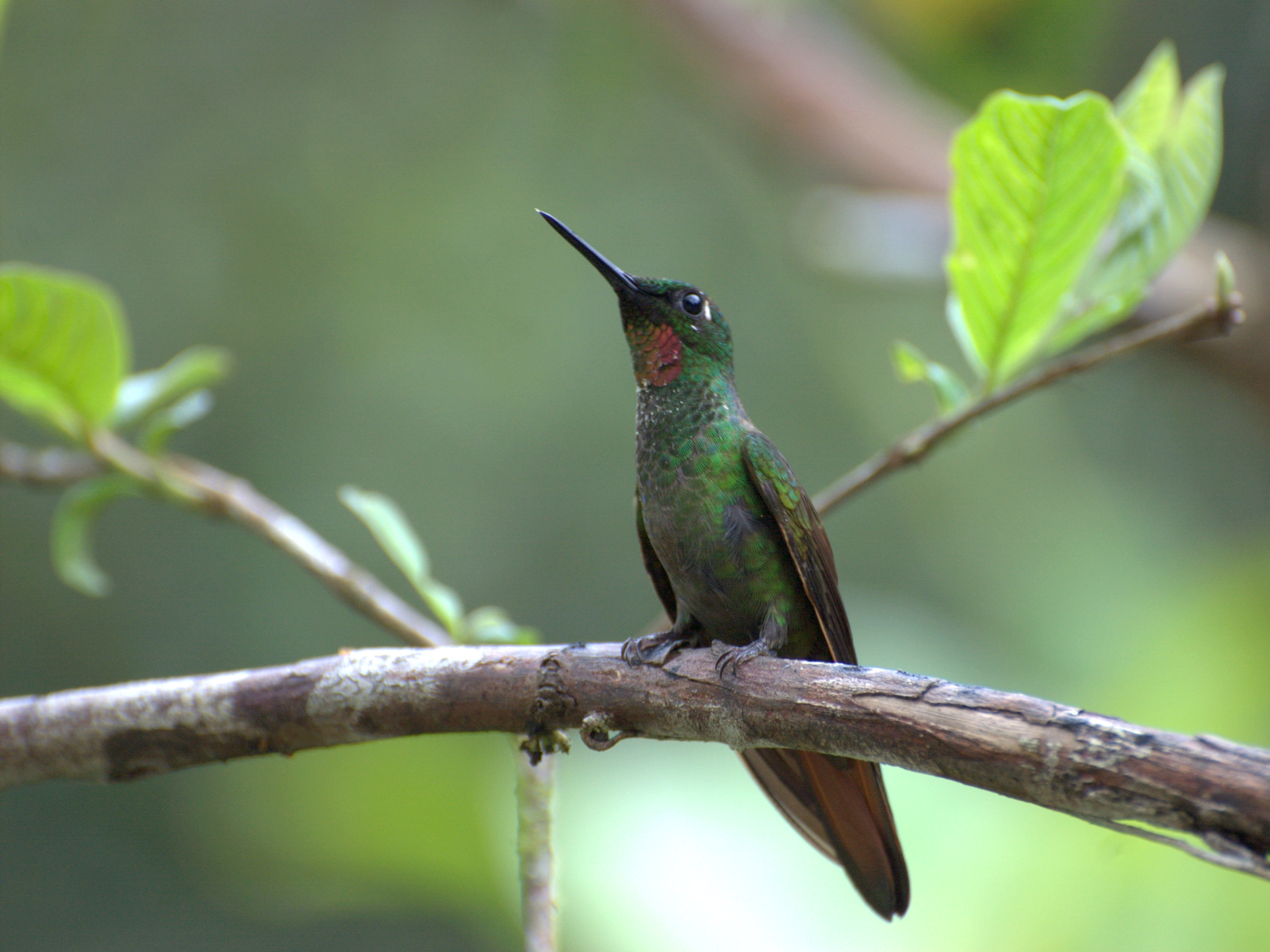
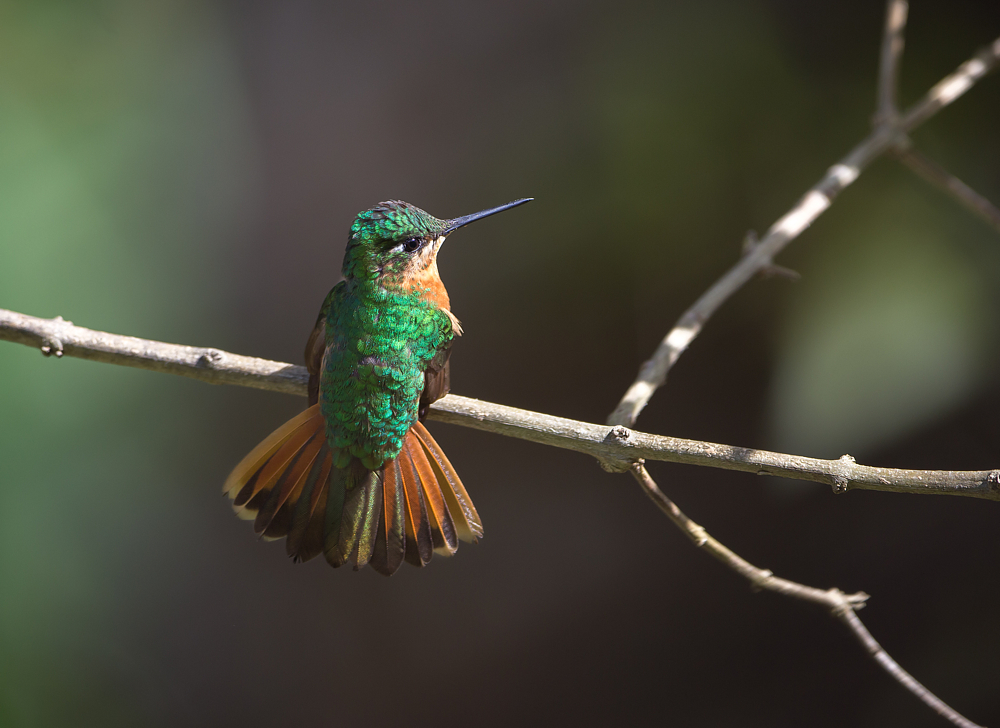